# Marshalsea
La prison Marshalsea, en français prison de La Maréchaussée, est une prison de Londres aujourd'hui disparue ayant existé entre 1373 et 1842.

## Historique
De 1373 à 1811, la prison était historiquement située à Southwark sur la rive Sud de la Tamise dans le Surrey, au sud de Londres. Puis, de 1811 à 1842, elle a été déplacée à Londres. De 1329 à sa fermeture en 1842 y étaient envoyés différents types de condamnés : des criminels maritimes (ex: piraterie), des personnalités politiques et intellectuelles accusées de rébellion, et même des débiteurs.
La renommée de cette prison provient de cet emprisonnement pour dettes, et plus particulièrement de l'emprisonnement des plus pauvres,. Au XVIIIe siècle, environ la moitié des prisonniers d'Angleterre, étaient incarcérés pour dette.
Gérée dans un but lucratif, comme toutes les prisons anglaises jusqu'au XIXe siècle, Marshalsea avait une architecture semblable à un collège d'Oxbridge, et fonctionnait comme une entreprise d'extorsion de fond. Au XVIIIe siècle, les débiteurs condamnés, qui en avaient les moyens financiers pouvaient avoir accès à un bar, un magasin et un restaurant. Toujours sous condition sonnante et trébuchante, ils pouvaient s'offrir le privilège d'être autorisés à sortir pendant la journée, et donc d'augmenter leurs chances de rembourser leurs créanciers. Les autres, étaient entassés avec des dizaines d'autres condamnés dans l'une des neuf petites chambres. L’incarcération pouvait durer des années, y compris pour la plus petite des dettes ; d'autant plus qu'elle pouvait avoir augmenté du fait de l'accumulation des factures des frais de la prison.

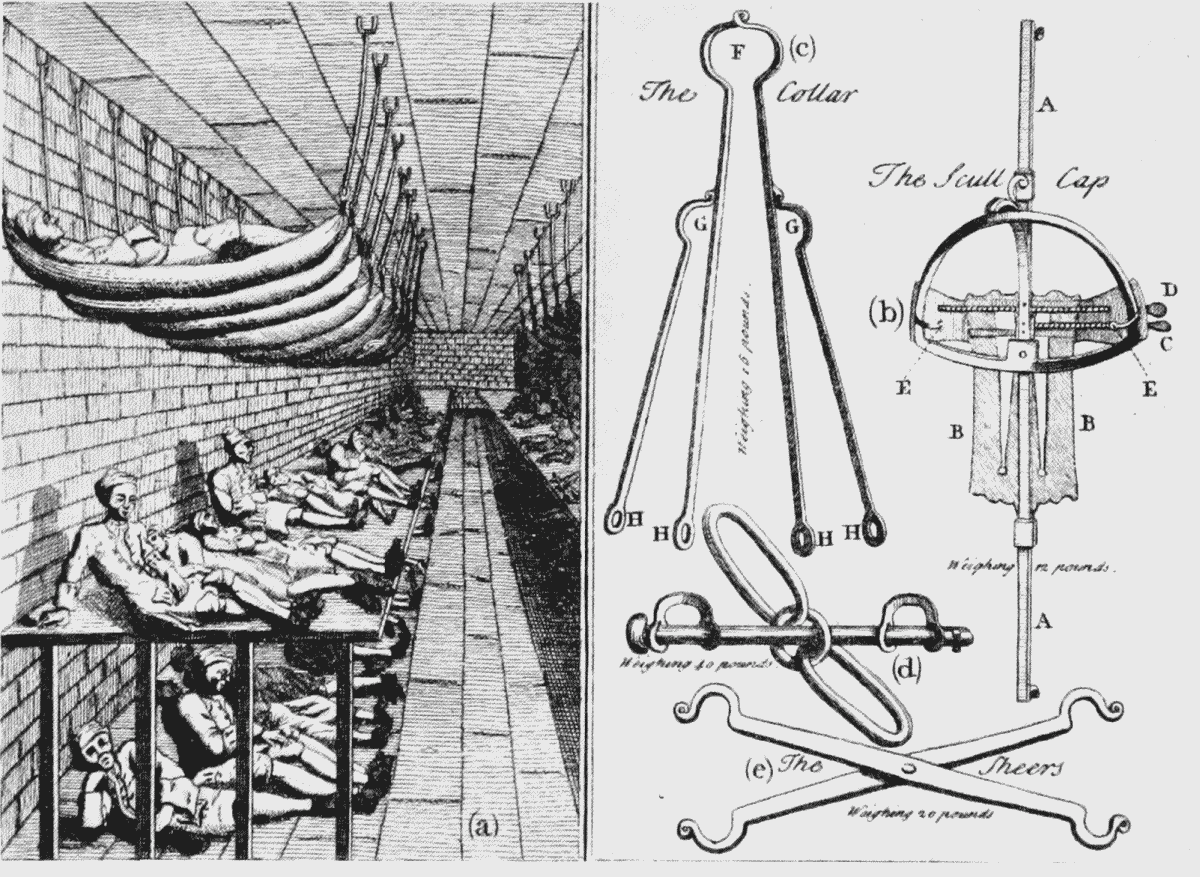
Instruments de torture à Marshalsea.

## Prisonniers célèbres
- Hannah Glasse (1708-1770), écrivaine de livres de cuisine
- John Dickens (1785-1851), père de l'écrivain Charles Dickens. Ce dernier évoque la prison Marshalsea dans son roman La Petite Dorritt (Little Dorritt).